# KKS Warmia Olsztyn
KKS Warmia Olsztyn – wielosekcyjny polski klub sportowy założony 15 lipca 1945.

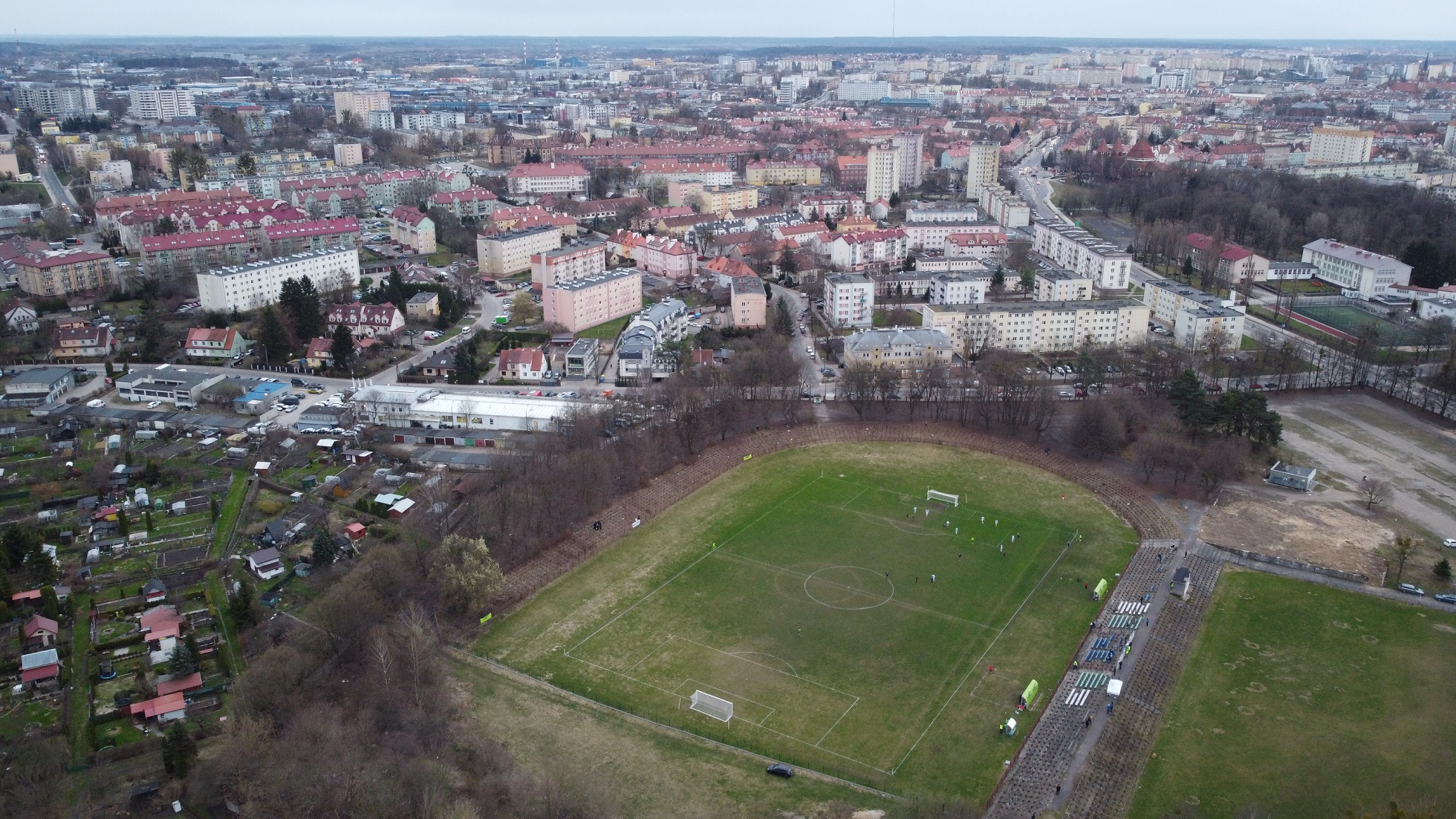
Stadion Warmii Olsztyn z lotu ptaka

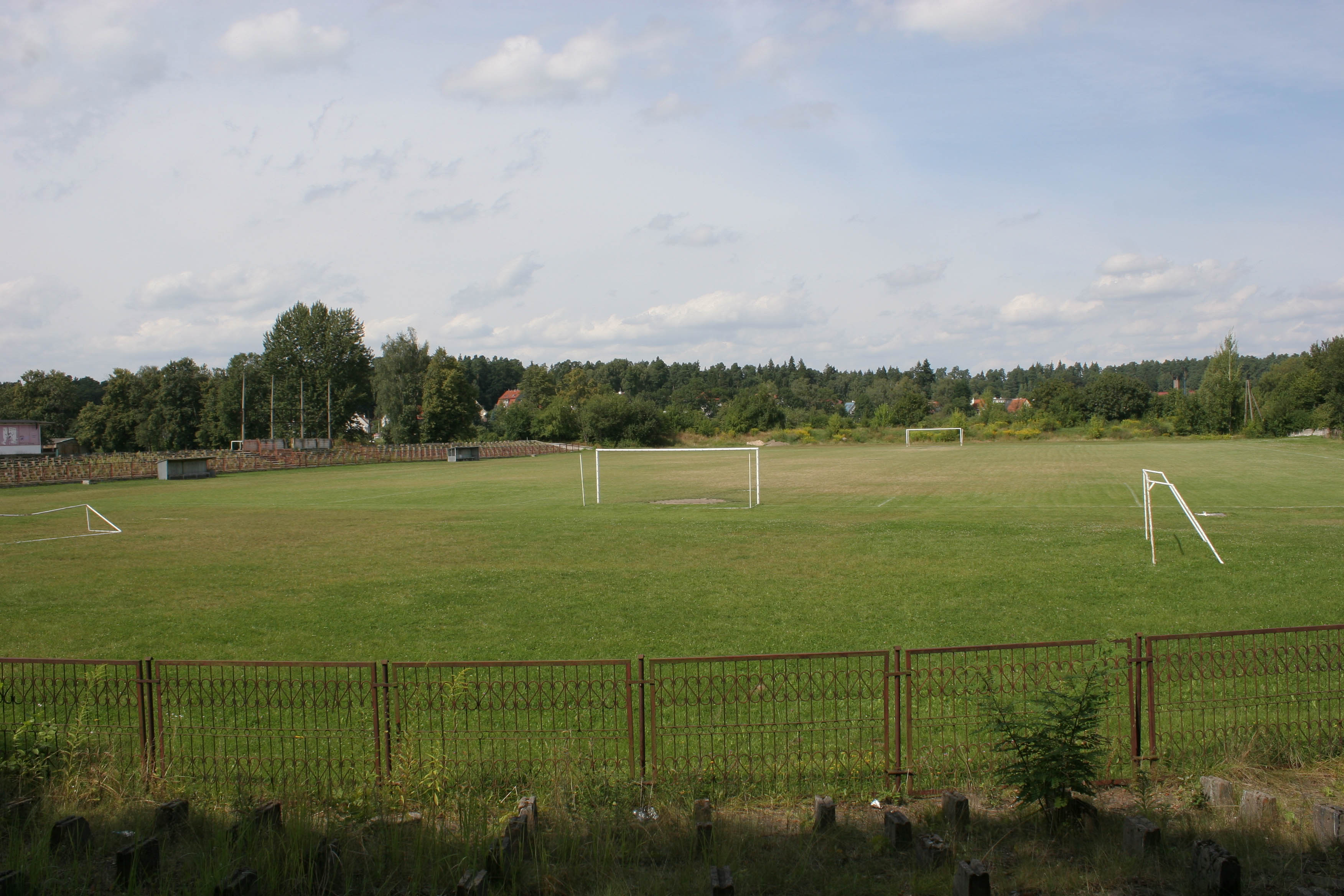
Boisko główne

## Sekcja piłkarska piłki ręcznej
W klubie funkcjonowała sekcja piłki ręcznej, która odłączyła się w 1998 tworząc samodzielny klub OKPR Warmia Traveland Olsztyn.

## Sekcja piłkarska piłki nożnej
Aktualnie zespół Warmii występuje w klasie okręgowej, gr. warmińsko-mazurskiej II. Barwy klubu to bordowo-granatowo-białe.

### Nazwa
Na początku klub występował pod nazwą KKS (Kolejowy Klub Sportowy) Olsztyn. W 1949 został przemianowany na ZS Kolejarz Olsztyn, a od 6 lutego 1957 występuje pod nazwą KKS Warmia Olsztyn. 
Obecnie skrót KKS oznacza Koleżeński Klub Sportowy.

### Sukcesy
Warmia nigdy nie zagrała w I lidze, największym jej osiągnięciem jest 5. miejsce w II lidze w 1952 oraz wicemistrzostwo Polski juniorów U-19 w 1967. Ponadto w sezonie 1995/1996 zdobyła wojewódzki Puchar Polski.

### Sezon po sezonie
| Sezon   | Liga                                         | Pozycja | Punkty | Bramki | Uwagi              |
| ------- | -------------------------------------------- | ------- | ------ | ------ | ------------------ |
| 1991/92 | IV liga (grupa Olsztyn)                      | 1       | 26     | 66:21  | awans              |
| 1992/93 | III liga (grupa warszawska)                  | 11      | 28     | 37:41  |                    |
| 1993/94 | III liga (grupa warszawska)                  | 10      | 28     | 25:52  |                    |
| 1994/95 | III liga (grupa warszawska)                  | 14      | 23     | 23:40  |                    |
| 1995/96 | III liga (grupa warszawska)                  | 3       | 49     | 36:29  |                    |
| 1996/97 | III liga (grupa warszawska)                  | 1       | 58     | 45:21  | awans              |
| 1997/98 | II liga (grupa wschodnia)                    | 16      | 23     | 35:68  | spadek             |
| 1998/99 | III liga (grupa północno-wschodnia)          | 17      | 16     | 34:81  | spadek             |
| 1999/00 | Liga okręgowa (grupa Olsztyn)                | 8       | 44     | 44:37  | [ 3 ]              |
| 2000/01 | Liga okręgowa (grupa warmińsko-mazurska II)  | 3       | 39     | 51:32  |                    |
| 2001/02 | Liga okręgowa                                | ?       | ?      | ?:?    |                    |
| 2002/03 | Liga okręgowa (grupa warmińsko-mazurska I)   | 2       | 63     | 42:17  | awans              |
| 2003/04 | IV liga (grupa warmińsko-mazurska)           | 16      | 26     | 38:77  | spadek             |
| 2004/05 | Liga okręgowa (grupa warmińsko-mazurska I)   | 7       | 40     | 49:48  |                    |
| 2005/06 | Liga okręgowa (grupa warmińsko-mazurska I)   | 10      | 34     | 31:46  |                    |
| 2006/07 | Liga okręgowa (grupa warmińsko-mazurska I)   | 7       | 48     | 86:68  |                    |
| 2007/08 | Liga okręgowa (grupa warmińsko-mazurska I)   | 9       | 44     | 65:47  | spadek             |
| 2008/09 | Liga okręgowa (grupa warmińsko-mazurska I)   | 5       | 48     | 66:42  |                    |
| 2009/10 | Liga okręgowa (grupa warmińsko-mazurska I)   | 3       | 57     | 57:48  |                    |
| 2010/11 | Liga okręgowa (grupa warmińsko-mazurska I)   | 8       | 39     | 62:76  |                    |
| 2011/12 | Liga okręgowa (grupa warmińsko-mazurska I)   | 7       | 43     | 45:55  |                    |
| 2012/13 | Liga okręgowa (grupa warmińsko-mazurska I)   | 4       | 55     | 57:44  |                    |
| 2013/14 | Liga okręgowa (grupa warmińsko-mazurska I)   | 2       | 64     | 82:34  | awans              |
| 2014/15 | IV liga (grupa warmińsko-mazurska)           | 15      | 26     | 34:81  | spadek             |
| 2015/16 | Liga okręgowa (grupa warmińsko-mazurska II)  | 8       | 42     | 55:49  |                    |
| 2016/17 | Liga okręgowa (grupa warmińsko-mazurska II)  | 4       | 49     | 58:40  |                    |
| 2017/18 | Liga okręgowa (grupa warmińsko-mazurska I)   | 7       | 46     | 58:45  |                    |
| 2018/19 | Liga okręgowa (grupa warmińsko-mazurska II)  | 1       | 75     | 101-25 | awans              |
| 2019/20 | IV liga (grupa warmińsko-mazurska)           | 16      | 10     | 17-45  |                    |
| 2020/21 | IV liga (grupa warmińsko-mazurska)           | 16      | 29     | 44-99  | spadek             |
| 2021/22 | Klasa okręgowa (grupa warmińsko-mazurska II) | 10      | 37     | 80-73  |                    |
| 2022/23 | Klasa okręgowa (grupa warmińsko-mazurska I)  | 9       | 37     | 65-65  |                    |
| 2023/24 | Klasa okręgowa (grupa warmińsko-mazurska I)  | 13      | 35     | 56-65  | spadek po barażach |

| Oznaczenie kolorami |
| ------------------- |
| II poziom ligowy    |
| III poziom ligowy   |
| IV poziom ligowy    |
| V poziom ligowy     |
| VI poziom ligowy    |

## Sekcja wioślarska
W latach 1956–1989 w klubie działała sekcja wioślarska. Dwoje wychowanków sekcji (już po przejściu do innych klubów) reprezentowało Polskę na igrzyskach olimpijskich. Jeden z nich - Adam Tomasiak zdobył brązowy medal na igrzyskach w Moskwie.

## Infrastruktura

### Stadion
Stadion Warmii znajduje się przy ul. Sybiraków w Olsztynie. Został otwarty 1 lipca 1953 i potrafi pomieścić 10 tys. osób – większość miejsc to miejsca stojące.

### Przystań „KKS Warmia”
Obecnie przystań nad jeziorem Krzywym jest w przebudowie.